# 顧宜家
顧宜家（1955/1956年—），加拿大政治人物，1996年至2013年間以卑詩自由黨黨員身份擔任卑詩省議會議員，先後代表錦祿—北湯遜選區和錦祿—南湯遜選區，期間曾在卑詩省內閣中擔任數項廳長職務。

## 生平
顧宜家從政前曾供職於卑詩保險公司20年，最終晉升至道路安全區域經理。他曾於1993年聯邦大選中代表加拿大自由黨競逐國會下議院錦祿選區議席，得票第三高而告落選。
1996年卑詩省省選，他代表卑詩自由黨競逐省議會錦祿—北湯遜選區議席，擊敗尋求連任的新民主黨候選人傑克遜（Frederick H. Jackson）當選該區省議員。自由黨在野期間，顧宜家曾任該黨黨團黨鞭和勞工評議員。
他於2001年和2005年省選連任該區省議員，2007年2月獲省長金寶爾任命為礦務省務廳長，接替請辭的貝耐德。他於2008年6月調任小型企業及稅務廳長兼專責放寬監管廳長，2009年1月則改任社區發展廳長。
顧宜家於2009年省選改到新成立的錦祿—南湯遜選區競選，並當選該區省議員。他於同年6月獲任為旅遊、文化及藝術廳長，2010年10月則改任社會發展廳長。簡蕙芝於2011年接替金寶爾任職省長後，未有委派顧宜家入閣；他亦於2012年6月宣布不會在翌年省選中競逐連任。
他於2013年卸任省議員後，一度返回卑詩保險公司任職管理層，2015年則請辭並創辦一間顧問公司，就經濟與土地發展事宜與當地第一民族協作。他於同年獲湯姆遜河大學頒發名譽博士學位。
他與妻子黛比（Debbie Krueger）育有三名子女。

## 外部連結
- （英文）卑詩省議會網站 顧宜家議員簡介 （页面存档备份，存于）